# Acanthixalus
Genre
Acanthixalus est un genre d'amphibiens de la famille des Hyperoliidae.

## Répartition
Les 2 espèces de ce genre se rencontrent dans les forêts humides de Côte d'Ivoire, du sud du Nigeria et du Cameroun, le nord-est de la République démocratique du Congo.

## Liste des espèces
Selon Amphibian Species of the World (10 juin 2017) :
- Acanthixalus sonjae Rödel, Kosuch, Veith & Ernst, 2003
- Acanthixalus spinosus (Buchholz & Peters, 1875)

## Publications originales
- Laurent, 1944 : Contribution à l'ostéologie et à la systématique des rhacophorides africains. Deuxième note. Revue de zoologie et de botanique africaines, vol. 38, p. 110–137.